# Radiální pneumatika

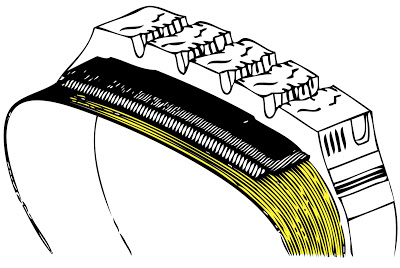
Průřez radiální pneumatikou

Radiální konstrukce kostry pneumatiky představuje takový typ konstrukce, kdy orientace vláken kordové vložky směřuje kolmo na patní lana pneumatiky. Kordové vložky jsou nejčastěji z textilního materiálu či oceli a tato část pneumatiky také bývá doplněna nárazníkem z obdobného materiálu a podobné konstrukce, ale s jinak orientovanými matricemi ztužující konstrukci pneumatiky v dalších osách.
Radiální pneumatika je dnes díky svým mechanickým vlastnostem a dobrou součinností s bezdušovou technologií primární volbou většiny výrobců.